# .bt
.bt為不丹國家及地區頂級域（ccTLD）的域名，由不丹信息和通信部管理。

## 一级域名与二级域名
.bt一级域名及二级域名注册要求如下所示：
- .bt - 机构与个人
- .com.bt - 公司：面向机构与个人
- .edu.bt - 教育：大学及其他教育机构
- .net.bt - 网络
- .gov.bt - 政府（英语：Government of Bhutan）：仅限政府相关网站使用
- .org.bt - 机构

## 外部連結
- .BT domain name registry（页面存档备份，存于）
- IANA .bt whois information（页面存档备份，存于）